# Gary Russell Jr.
Gary Russell Jr. (Washington, 5 giugno 1988) è un pugile statunitense.
Soprannominato "Mr.", detiene il titolo mondiale WBC dei pesi piuma dal 2015. Come pugile dilettante ha vinto una medaglia di bronzo ai campionati mondiali di Mianyang 2005. È stato nominato "rivelazione dell'anno" nel 2011 da The Ring, Sports Illustrated, ed ESPN.

## Carriera
Russell compie il suo debutto da professionista il 16 gennaio 2009, sconfiggendo il connazionale Antonio Reyes per KO tecnico alla terza ripresa.